# Phare de Fond du Lac

Le phare de Fond du Lac (en anglais : Fond du Lac Light), est un phare du lac Winnebago situé à l'entrée du port et du Yacht Club de Fond du Lac, dans le Comté de Fond du Lac, Wisconsin.

## Historique
Ce phare est situé à l'extrémité sud du lac Winnebago. La construction du phare a commencé en mai 1933 et s'est terminée peu de temps après octobre. Il a remplacé un feu rouge ordinaire qui marquait auparavant l'entrée du port.
Après des années de négligence, il a été sauvé de la démolition en 1967 et restauré en 1993 avec l'aide d'organisations communautaires locales. Il est maintenu en activité par la ville au sein du Lakeside Parc.

## Description
Le phare  est une tour octogonale en bois de 17 m de haut, avec une galerie et une lanterne ouverte montée sur une fondation octogonale en pierre. Le phare est peint en blanc et le toit de la lanterne est noir. Il émet, à une hauteur focale de 18 m, une lumière rouge clignotante dont la portée n'est pas connue.
Identifiant : ARLHS : USA-925 .

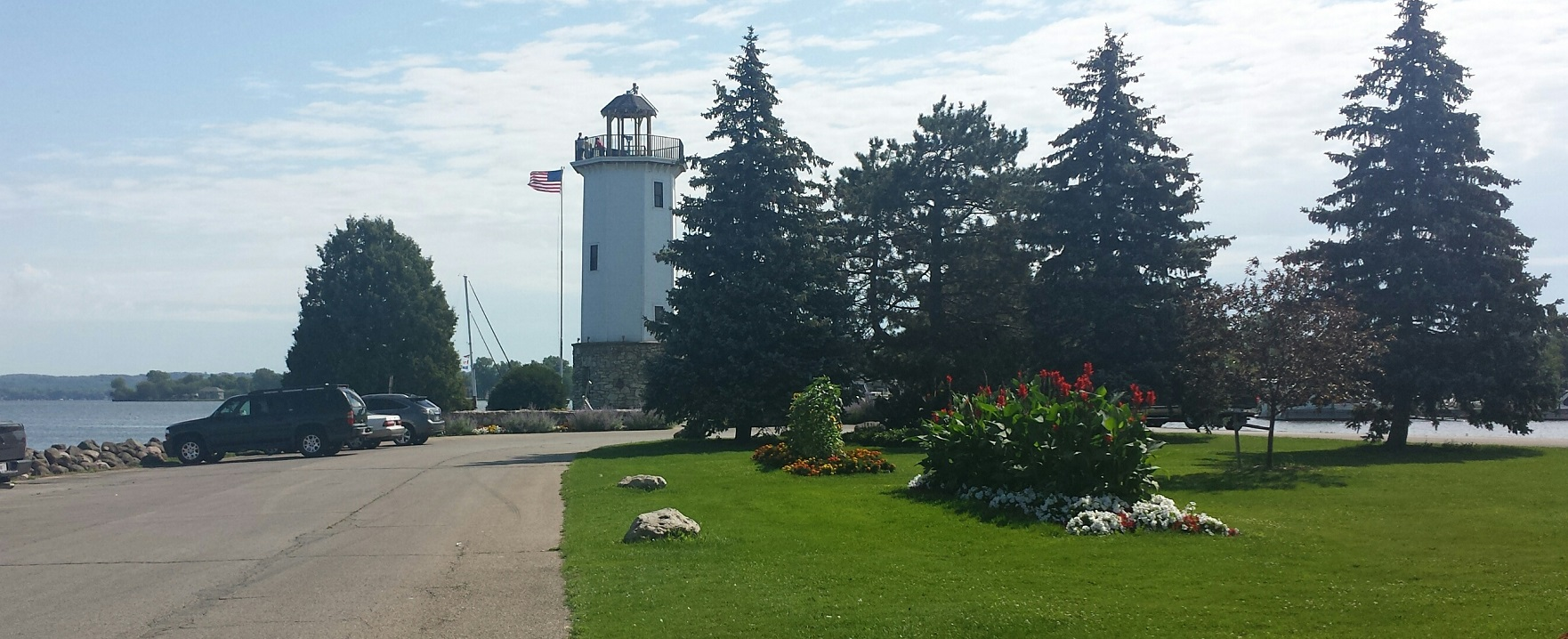
Lakeside Park

### Lien connexe
- Liste des phares du Wisconsin